# Зоров Михайло Абрамович
Михайло Абрамович Зоров (біл. Міхаіл Абрамавіч Зораў; справжнє прізвище Штокланд; 1903 — †28 липня 1942, Мінське гето) — білоруський актор і режисер. Заслужений артист БРСР (1938).

## Біографія
Сценічну діяльність розпачав у російських театрах. З 1926 року актор, потім режисер БДТ-1 (театр імені Янки Купали). Критика відзначала тонкий психологізм Зорова, його образам властивий інтелектуально-логічний початок у сполученні з ліричністю та емоційністю. В 1941 році був художнім керівником Білоруського театру юного глядача. Під час початку війни перебував у Мінську. Окупаційною адміністрацією був поміщений у Мінське гето, де і загинув.

## Творчість

### Акторська робота
- Войшалок — Вир Я. Романовича
- Комісар — Бунт за Д. Фурманова
- Евель Тивін — Бітьківщина К. Чорного
- Платон Кречат — одноймена п'єса А. Корнійчука

### Режисерські роботи
- 1931 — Льон, Є. Мировича (разом з автором)
- 1934 — Далі буде, А. Бруштейна
- 1936 — Музична команда, Д. Деля
- 1936 — Платон Кречат, Максима Горького
- 1937 — Останні, Горького
- 1938 — Катерина Жерносік, М. Климковича